# Łada XRAY
Łada XRAY – samochód osobowy typu crossover klasy subkompaktowej produkowany przez rosyjskie zakłady AwtoWAZ pod marką Łada w latach 2015–2022.

## Historia i opis modelu

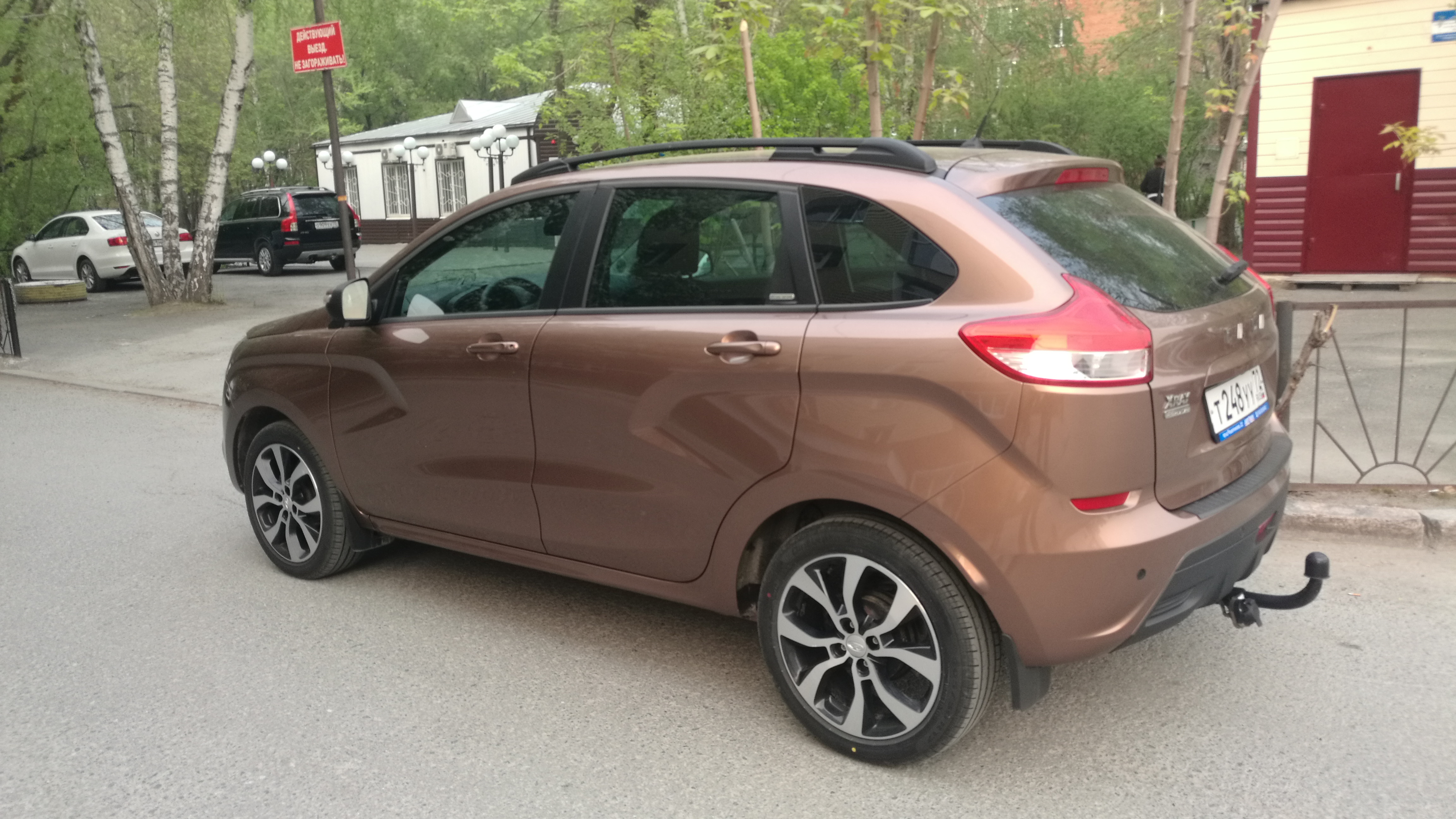
Łada XRAY - tył

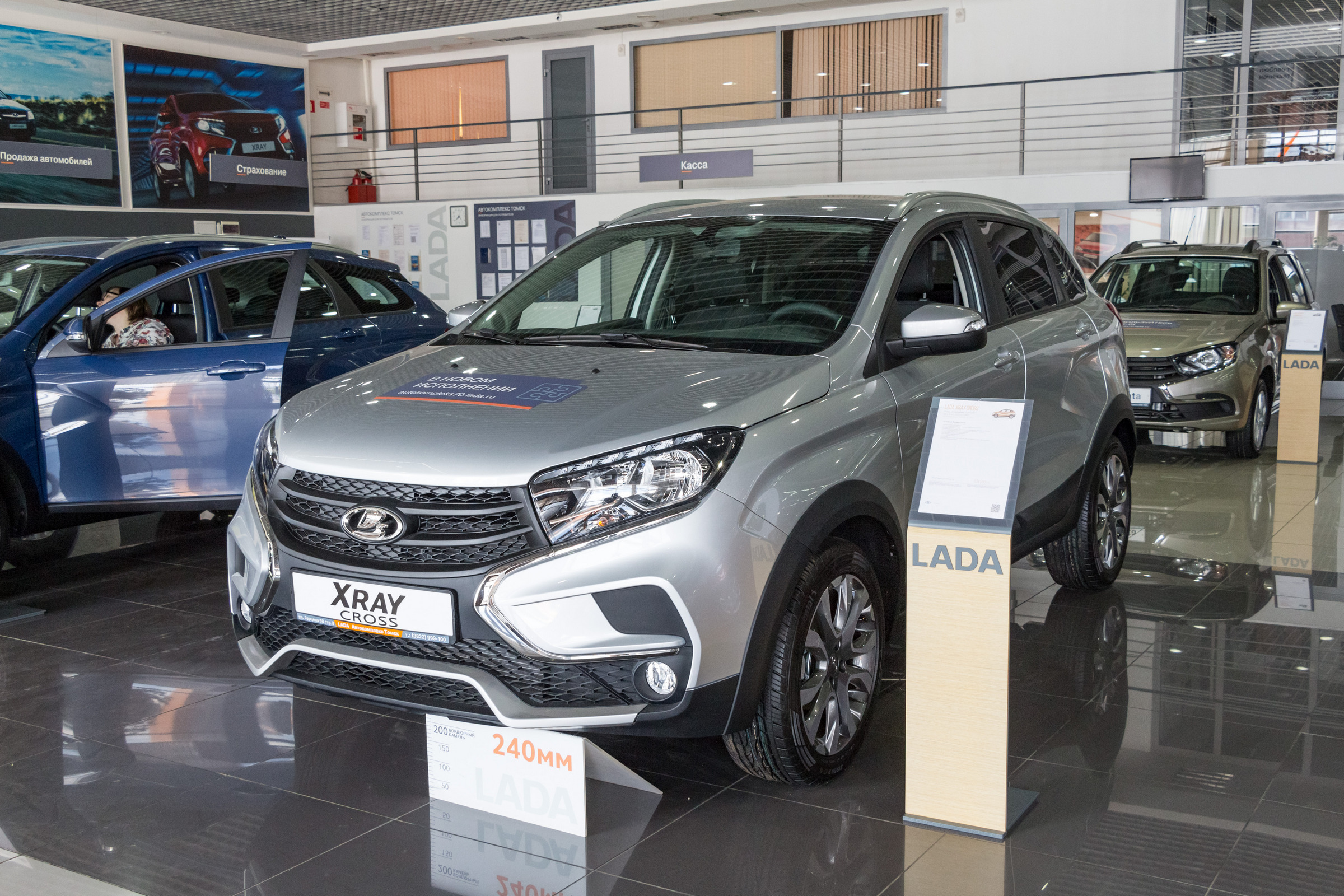
Łada XRAY Cross

Pojazd został zbudowany na bazie płyty podłogowej B0 opracowanej wspólnie przez koncern Renault-Nissan na której powstała m.in. Dacia Sandero i Logan. Za stylistykę pojazdu odpowiada Steve Mattin, który wcześniej pracował dla Mercedesa i Volvo. Pierwszy prototyp pojazdu został zaprezentowany podczas targów motoryzacyjnych w Moskwie w 2012 roku, a w 2014 roku zaprezentowano wersję seryjną pojazdu.
Standardowe wyposażenie pojazdu obejmowało m.in. dwie poduszki powietrzne, system ABS i ESP oraz światła do jazdy dziennej wykonane w technologii LED.

### Dane techniczne
| Wersja | Silnik:             | Śr. × skok tłoka: | St. sprężania: | Moc maks:                         | Maks. moment obrotowy     | 0-100 km/h: | V-max:   |
| ------ | ------------------- | ----------------- | -------------- | --------------------------------- | ------------------------- | ----------- | -------- |
| 1,6    | R4 1,6 l (1596 cm³) | b.d.              | b.d.           | 106 KM (78 kW) przy 5800 obr./min | 148 Nm przy 4200 obr./min | 11,9 s      | 170 km/h |
| 1,6    | R4 1,6 l (1598 cm³) | b.d.              | b.d.           | 110 KM (81 kW) przy 5500 obr./min | 150 Nm przy 4000 obr./min | 10,3 s      | 171 km/h |
| 1,8    | R4 1,8 l (1774 cm³) | b.d.              | b.d.           | 122 KM (90 kW) przy 6050 obr./min | 170 Nm przy 3750 obr./min | 10,9 s      | 183 km/h |